# Cowie
Cowie är en ort i Storbritannien.   Den ligger i kommunen Stirling och riksdelen Skottland, i den centrala delen av landet, 600 km nordväst om huvudstaden London. Cowie ligger 31 meter över havet och antalet invånare är 2 506.
Terrängen runt Cowie är platt åt nordost, men åt sydväst är den kuperad. Runt Cowie är det tätbefolkat, med 276 invånare per kvadratkilometer. Närmaste större samhälle är Cumbernauld, 15,4 km sydväst om Cowie. Omgivningarna runt Cowie är en mosaik av jordbruksmark och naturlig växtlighet.